# Kasno teško bombardiranje
Kasno teško bombardiranje ili lunarna kataklizma (engl. Late Heavy Bombardment, LHB), hipotetski je događaj za koji se misli da se dogodio prije otprilike 4,1 do 3,8 milijardi godina,  u vremenu koje odgovara neohadanskoj i eoarhejskoj eri na Zemlji. Tijekom tog intervala, teorijski se odnosi neproporcionalno veliki broj asteroida koji su se sudarili s ranim zemaljskim planetima u unutarnjem Sunčevom sustavu, uključujući Merkur, Veneru, Zemlju i Mars. Od 2018. godine dovodi se u pitanje postojanje kasnog teškog bombardiranja.
Dokazi za Kasno teško bombardiranje potječu iz mjesečevih uzoraka koje su donijeli astronauti Apolla. Izotopsko datiranje mjesečevih stijena podrazumijeva da se većina udara dogodila u prilično uskom vremenskom intervalu. Nekoliko hipoteza pokušava objasniti prividni skok u toku udarca (tj. asteroida i kometa ) u unutarnjem Sunčevom sustavu, ali dogovora još nema. Model iz Nice, popularan među planetarnim znanstvenicima, postulira da su divovski planeti prolazili kroz orbitalnu migraciju i, čineći to, raspršili predmete u asteroidnom i/ ili Kuiperovom pojasu u ekscentrične orbite i na put zemaljskih planeta. Drugi istraživači tvrde da podaci o mjesečevom uzorku ne zahtijevaju događaj kataklizmičkog kratera blizu 3,9 Ga, i da je prividno grupiranje udara talina blizu ovog vremena artefakt materijala za uzorkovanje, dobivenih iz jednog velikog bazena za udarce.  Oni također napominju da bi se brzina udarne pojave mogla značajno razlikovati između vanjske i unutarnje zone Sunčevog sustava.

## Dokaz za kataklizmu
Glavni dokaz o mjesečevoj kataklizmi potječe iz radiometrijskih datiranja stijena koje su sakupljene tijekom misija Apollo. Smatra se da se većina tih stijena nastala tijekom sudara asteroida ili kometa, promjera nekoliko desetaka kilometara, tvoreći udarne kratere u promjeru stotinama kilometara. Mjesto slijetanja Apolla 15, 16 i 17 odabrano je zbog blizine bazena Imbrium, Nectaris i Serenitatis. 
Prividno grupiranje u dobi od tih istopjenih stijena, između oko 3,8 i 4,1 Ga, doveo je do postulacije da vjekovi bilježe intenzivno bombardiranje Mjeseca . Nazvali su ga "lunarnom kataklizmom" i predložili da predstavlja dramatično povećanje stope bombardiranja Mjeseca oko 3,9 Ga. Tada se zaključak smatrao kontroverznim. 
Kako je postalo dostupno više podataka, posebno o mjesečevim meteoritima, ova je teorija, iako još uvijek kontroverzna, stekla popularnost. Smatra se da lunarni meteoriti nasumično uzorkuju mjesečevu površinu, a barem bi neki od njih trebali potjecati iz područja koja su udaljena od mjesta slijetanja Apolla. Mnogi feldspatski lunarni meteoriti vjerojatno potječu s daleke udaljenosti mjeseca, a udarni talini unutar njih nedavno su datirani. U skladu s hipotezom o kataklizmi, nijedna njihova dob nije nađena starija od 3,9 Ga. Ipak, dob se na ovaj datum ne "skuplja", već se kreće između 2,5 i 3,9 Ga.
Datumi meteorita howardita, eukrita i diogenita (HED) i meteorita H kondrita koji potječu iz asteroidnog pojasa otkrivaju brojne dobi od 3,4–4,1 Ga i stariji vrh od 4,5 Ga. 3,4–4,1 Ga dobi su protumačene kao povećanje povećanja brzine udara, dok računalne simulacije pomoću hidrokode otkrivaju da se volumen taline povećava 100-1000 puta s povećanjem brzine udara od trenutnog prosjeka asteroida od 5 km/ s do 10 km/ s. Brzine udara iznad 10 km/ s zahtijevaju vrlo velike nagibe ili velike ekscentričnosti asteroida na planeti koji presijecaju orbitu planeta. Takvi su objekti rijetki u trenutnom asteroidnom pojasu, ali populacija bi bila značajno povećana velikom rezolucijom zbog ogromne migracije planeta.
Studije raspodjele kraterskih veličina u gorju pokazuju da je ista porodica projektila pogodila Merkur i Mjesec tijekom Kasnog teškog bombardiranja. Ako je povijest propadanja Kasnog teškog bombardiranja na Merkuru slijedila i povijest Kasnog teškog bombardiranja na Mjesecu, najmlađi veliki bazen otkriven, Caloris, po dobi je usporediv s najmlađim velikim lunarnim bazenima, Orientale i Imbrium, i sve ravnice starije su od 3 milijarde godina.  

## Kritike hipoteze o kataklizmi
Iako je hipoteza o kataklizmi nedavno stekla popularnost, hiipoteza o kataklizmi i dalje je kontroverzna i temelji se na diskutabilnim pretpostavkama. Dvije kritike su da (1) "nakupina" istopljenih stijena može biti artefakt izbacivanja pojedinog bazena i (2) da je nedostatak udarnih talina stariji od oko 4,1 Ga je povezan sa svim takvim uzorcima koji su usitnjeni ili se njihova starost resetira. 
Prva kritika odnosi se na podrijetlo stijena taline koje su uzorkovane na slijetanjima Apolla. Iako se ta udarna otapanja obično pripisuju podrijetlu iz najbližeg bazena, tvrdi se da bi velik dio njih mogao potjecati iz Mare Imbriuma. Mare Imbrium najmlađi je i najveći od bazena s više prstena koji su pronađeni na prednjem dijelu Mjeseca, a kvantitativno modeliranje pokazuje da bi značajne količine izbacivanja ovog događaja trebale biti prisutne na svim pristaništima Apolla. Prema ovoj alternativnoj hipotezi, nakupina udarne taline stara je gotovo 3,9 Ga jednostavno odražava materijal prikupljen s jednog udarnog događaja, Imbriuma, a ne nekoliko.
Druga kritika odnosi se na značaj nedostatka stijena taline starijeg od oko 4.1 Ga. Jedna hipoteza za ovo promatranje koja ne uključuje kataklizmu jest da su postojale stare taline, ali da su njihova radiometrijska razdoblja resetirana kontinuiranim učincima kretera u posljednjim 4 milijarde godina. Nadalje, moguće je da su svi ovi uzorci mogu biti usitnjeni do tako malih veličina da je nemoguće dobiti određivanje dobi pomoću standardnih radiometrijskih metoda. Najnovija reinterpretacija statistika kratera sugerira da je protok na Mjesecu i na Marsu općenito mogao biti manji. Dakle, zabilježena populacija kratera može se objasniti bez ikakvog vrha u najranijem bombardiranju unutarnjeg Sunčevog sustava. 

## Geološke posljedice na Zemlji
Da se na Mjesecu uistinu dogodio kataklizmični kraterski događaj, stradala bi i Zemlja. Ekstrapoliranje stope lunaring kratera na Zemlju u ovom trenutku sugerira da bi se stvorio sljedeći broj kratera:
- 22.000 ili više udarnih kratera promjera > 20 km
- oko 40 udarnih bazena promjera oko 1,000 km
- nekoliko udarnih bazena promjera oko 5,000 km

Prije formuliranja LHB teorije, geolozi su općenito pretpostavljali da je Zemlja ostala rastopljena do otprilike 3.8 Ga. Ovaj se datum može naći u mnogim najstarijim poznatim stijenama iz cijelog svijeta, a činilo se da predstavlja snažnu „granicu presjeka“ iza koje se ne mogu naći starije stijene. Ovi datumi ostali su prilično konstantni čak iu raznim metodama datiranja, uključujući sustav koji se smatra najtačnijim i najmanje pod utjecajem okoliša, datiranje cirkona iz urana i olova. Kako se ne mogu naći starije stijene, općenito se pretpostavljalo da je Zemlja do danas ostala rastopljena, što je definiralo granicu između ranijeg hadejskog i kasnijeg arhejskog doba. Unatoč tome, 1999. godine najstarija poznata stijena na Zemlji stara je 4,031 ± 0,003 milijarde godina
Međutim, starije stijene mogle bi se naći u obliku fragmenata asteroida koji padaju na Zemlju kao meteoriti. Poput stijena na Zemlji, i asteroidi pokazuju jaku točku presjeka, oko 4,6 Ga, za koje se pretpostavlja da je vrijeme kada su se prve krutine formirale u protoplanetarnom disku oko tada mladog Sunca. Hadij je, dakle, vremensko razdoblje između stvaranja ovih ranih stijena u svemiru i mogućeg skrućivanja Zemljine kore, nekih 700 milijuna godina kasnije. Ovo bi vrijeme uključivalo odvajanje planeta s diska i sporo hlađenje Zemlje u čvrsto tijelo, kako se oslobađa gravitacijska potencijalna energija akumulacije. 
Kasniji izračuni pokazala su da brzina urušavanja i hlađenja ovisi o veličini stjenovitog tijela. Spuštanje ove brzine na objekt Zemljine mase sugeriralo je vrlo brzo hlađenje, a zahtijevalo je samo 100 milijuna godina. Razlika između mjerenja i teorije stvorila je tadašnju zagonetku. LHB teorija nudi potencijalno objašnjenje za ovu anomaliju. Prema ovom modelu stijene iznose 3,8 Ga se očvrsnuo tek nakon što je LHB uništio veći dio kore. 
Od posebnog interesa, Manfred Schidlowski tvrdio je 1979. da su izotopni omjeri ugljika u nekim sedimentnim stijenama pronađeni na Grenlandu ostatak organskih tvari. Bilo je mnogo rasprava oko preciznog datiranja stijena, a Schidlowski je sugerirao da ih ima oko 3,8 Ga stari, a drugi sugeriraju „skromnije“ 3.6 Ga. U oba slučaja bilo je krajnje vrijeme da se dogodila abiogeneza, i ako je Schidlowski bio u pravu, vjerojatno i prekratko vrijeme. Kasno teško bombardiranje i "ponovno otapanje" kore koju predlaže daje vremensku traku pod kojom bi to bilo moguće; život se formirao neposredno nakon Kasnog teškog bombardiranja, ili ga je vjerojatnije preživio, nastao ranije za vrijeme hadija. Najnovija istraživanja pokazuju da su stijene koje je Schidlowski pronašao doista sa starijeg kraja mogućeg dobnog raspona, oko 3,85 Ga, sugerirajući da je posljednja mogućnost najvjerojatniji odgovor. Novije studije nisu pronašle dokaze za izotopne omjere ugljika koji su bili osnova za izvorne tvrdnje.
U travnju 2014., znanstvenici su izvijestili da su pronašli dokaze o najvećem događaju zemaljskog udara meteora do danas u blizini pojasa Barberton Greenstone. Procijenili su da se udar dogodio prije otprilike 3,26 milijardi godina i da je udarac bio širok otprilike 37 do 58 km. Krater s ovog događaja, ako još uvijek postoji, još nije pronađen. 
2016. godine ekipa geologa pod vodstvom dr. Allena Nutmana objavila je, da su prije 4 godine otkrili na Grenlandu fosile koji ukazuju na stromatolite, najstarije fosilne ostatke cijanobakterija, no uspjeli su ovo otkriće dugo držati u tajnosti sve dok ga nisu proučili i njihovi kolege, nakon čega su tek 2016. objavili znanstveni rad u publikaciji Nature. Fosili su pronađeni u stijenama starima više od 3,7 milijardi godina, što znači da bi ovo mogli biti najstariji fosilni ostaci koje imamo na Zemlji. Ako je to istina, odnosno ako su fosili doista tako stari, ovo bi prema mišljenju znanstvenika moglo baciti potpuno novo svijetlo na naše razumijevanje podrijetla života i čovječanstva kakvo poznajemo. Prema dr. Nutmanu, vrsta mikroba uključena u stvaranje stromatolita se mogla formirati u Hadeanskom razdoblju koje je započelo prije 4,65 milijardi godina, a nakon kraja tog razdoblja započinje Kasno teško bombardiranje. Znanstvenici su do sada smatrali da je taj događaj u ranoj atmosferi učinio dostupnim količine organskih spojeva usporedive s onima proizvedenih posredstvom drugih izvora energije. Pretpostavlja se da je Kasno teško bombardiranje također moglo efektivno sterilizirati Zemljinu površinu do desetke metara dubine. Ako je život evoluirao dublje od toga, bio bi također zaštićen od vrlo visokih razina UV zračenja koje je tadašnje Sunce emitiralo. Dr. Nutman vjeruje da su preci današnjeg života uspjeli preživjeti Hadeonsko razdoblje tijekom čitavog Kasnog teškog bombardiranja.

## Mogući uzroci

### Migracija plinovitih divova
U modelu iz Nice, kasno teško bombardiranje rezultat je dinamičke nestabilnosti u vanjskom Sunčevom sustavu. Originalne simulacije modela iz Nice od Gomesa i sur. započeo je ogromnim planetima Sunčevog sustava u uskoj orbitalnoj konfiguraciji okruženom bogatim trans-neptunskim pojasom. Predmeti iz ovog pojasa zalutali su u orbite planeta koji presijecaju uzrokujući migracije orbite planeta tijekom nekoliko stotina milijuna godina. Jupiterova i Saturnova orbita polako se razdvajaju sve dok ne pređu 2:1 orbitalnu rezonancu što uzrokuje povećanje ekscentričnosti njihovih orbita. Orbite planeta postaju nestabilne, a Uran i Neptun raštrkani su na šire orbite koje remete vanjski pojas, uzrokujući bombardiranje kometa dok ulaze u orbite prelaska planeta. Interakcije između objekata i planeta također pokreću bržu migraciju Jupiterove i Saturnove orbite. Ta migracija uzrokuje da se rezonancije proguraju kroz asteroidni pojas, povećavajući ekscentričnosti mnogih asteroida sve dok ne uđu u unutarnji Sunčev sustav i udare na zemaljske planete. Tako je unutarnji Sunčev sustav postao jedna velika streljana.  
Model iz Nice je doživio neke izmjene od svog prvobitnog objavljivanja. Divovski planeti sada počinju u multi-rezonantnoj konfiguraciji zbog rane migracije plinova kroz protoplanetarni disk. Interakcije s trans-Neptunovim pojasom omogućuju im bijeg iz rezonancija nakon nekoliko stotina milijuna godina. Susreti između planeta koji slijede uključuju jedan ledeni div i Saturn koji ledenog diva gura na orbitu prijelaza Jupitera nakon čega slijedi susret s Jupiterom koji ledenog diva tjera van Sunčevog sustava. Ovaj scenarij brzo povećava odvajanje Jupitera i Saturna, ograničavajući efekte prozivanja rezonancije na asteroide i zemaljske planete. Iako je ovo potrebno za očuvanje niskih ekscentričnosti zemaljskih planeta i izbjegavanje ostavljanja asteroidnog pojasa s previše asteroida visokih ekscentričnosti, on također smanjuje udio asteroida uklonjenih iz glavnog pojasa asteroida, ostavljajući sada gotovo iscrpljeni unutarnji pojas asteroida kao primarni izvor udaraca LHB-a. Ledeni gigant često se izbacuje nakon susreta s Jupiterom, zbog čega neki predlažu da je Sunčev sustav započeo s pet velikih planeta . Novija su djela, međutim, otkrila da udarci iz ovog unutarnjeg asteroidnog pojasa nisu bili dovoljni za objašnjenje formiranja prastarih udarnih korita i lunarnih bazena te da asteroidni pojas vjerojatno nije bio izvor Kasnog teškog bombardiranja.

### Kasni nastanak Urana/ Neptuna
Prema jednoj planetezmalnoj simulaciji uspostave planetarnog sustava, najudaljeniji planeti Uran i Neptun formirali su se vrlo sporo, tijekom razdoblja od nekoliko milijardi godina. Harold Levison i njegov tim također su pretpostavili da bi relativno niska gustoća materijala u vanjskom Sunčevom sustavu tijekom formiranja planeta uvelike usporila njihov rast. Stoga je ovaj "kasni izgled" ovih planeta predložen kao drugačiji razlog kasnog teškog bombardiranja. No, nedavni izračuni protoka plina u kombinaciji s planetezimalnim bijesnim rastom vanjskog Sunčevog sustava upućuju na to da su se jovijasnki planeti formirali izuzetno brzo, što ne podržava ovo objašnjenje za lunarnu kataklizmu. 

### Hipoteza petog planeta
Hipoteza planeta V (petog planeta) kaže da je peti terestrički planet stvorio kasno teško bombardiranje kada je njegova meta-stabilna orbita ušla u unutarnji asteroidni pojas. Hipotetski peti zemaljski planet, planet V, imao je masu manju od polovine Marsa i izvorno je stajao u orbiti između Marsa i asteroidnog pojasa. Orbita planeta V postala je nestabilna zbog poremećaja s drugim unutarnjim planetima zbog čega je presijecala unutarnji asteroidni pojas. Nakon bliskih susreta s planetom V, mnogi su asteroidi ušli u orbitu koja je prelazila Zemlju stvarajući Kasno teško bombardiranje. Planet V na kraju je izgubljen, vjerojatno je udario u Sunce. U numeričkim simulacijama pokazalo se da je neravnomjerna raspodjela asteroida, asteroidi jako koncentrirani prema unutarnjem asteroidnom pojasu, potrebni za stvaranje lunarne kataklizme putem ovog mehanizma.

### Poremećaj asteroida koji zalaze unutar Marsove putanje
Hipoteza koju je predložio Matija Ćuk smatra da su posljednji utjecaji na formiranje bazena bili posljedica sudaračkog poremećaja velikog asteroida koji je prelazio Marsovu orbitu. Ovaj asteroid veličine Veste bio je ostatak populacije koja je u početku bila mnogo veća od postojećeg glavnog asteroidnog pojasa. Većina udara prije Imbriuma bila bi posljedica ovih objekata na prelazu Mars, s ranim bombardiranjem koje se proširilo do prije 4,1 milijarde godina. Zatim je uslijedilo zastoj u utjecaju na formiranje bazena tijekom kojeg je lunarno magnetsko polje propadalo. Prije otprilike 3,9 milijardi godina, katastrofalni utjecaj poremetio je asteroid veličine Veste i radikalno povećao populaciju objekata koji su prelazili Mars. Mnogi su se od tih predmeta evoluirali na orbiti koje prelaze Zemlju stvarajući šiljak brzine lunarnog udara tijekom kojeg se formira posljednjih nekoliko lunarnih bazena. Ćuk ukazuje na slab ili nepostojan preostali magnetizam posljednjih nekoliko bazena i promjenu veličine i frekvencije raspodjele kratera koji su nastali tijekom kasnog bombardiranja kao dokaz koji potvrđuje ovu hipotezu. Vremena i uzrok promjene u raspodjeli veličina i frekvencija kratera su kontroverzni.

## Egzosolarni sustavi s mogućim kasnim teškim bombardiranjem
Pronađeni su dokazi za stanja kasnih teških bombardiranja oko zvijezde Eta Corvi.